# Ален Муковић
Ален Муковић (Подгорица, 22. фебруар 1988) црногорски је поп-фолк певач који је учествовао у ријалити-шоуу Фарма 6. Најпознатији је по песми Приђи ми.

## Биографија
Рођен је 22. фебруара 1988. године у Подгорици. Има једну сестру.
Основну и средњу школу завршио је у родном граду. Са 12 година радио је као ди-џеј у локалним клубовима; био је члан удружења ди-џејева Црне Горе. Са 17 година снимио је прву песму, На срцу квар. Потом је, исте 2006. године, за Голд мјузик, издао први албум — Ко да више; хитови су били насловна песма, Криво ти је, На срцу квар, Не тражи ме, Нипошто, Питај ме, Слутиш и сумњаш, Заузета. Године 2009. снимио је два сингла, Не желим сад и мега-хит Приђи ми. Године 2011. излази сингл са спотом, Ти си та.

### Остало
Учествовао је у ријалити-шоуу Фарма године 2015. У такмичењу је остао до финала.

## Приватни живот
Са супругом Аном Малезовић — с којом више не живи заједно — има ванбрачну ћерку Лану, коју је пар добио 2014. године.
Идол му је српски криминалац Кристијан Голубовић, који му је током учешћа на Фарми претио — због чега су саслушани у полицији.

## Дискографија
- Ко да више (2006)
- Опрости (2007)

### Синглови
- На срцу квар (2005)
- Не желим сад (2009)
- Приђи ми (2009)
- Ти си та (с Биг тајмом; 2011)